# San Isidro Mayorazgo
San Isidro Mayorazgo är en ort i Mexiko.   Den ligger i kommunen Tacámbaro och delstaten Michoacán de Ocampo, i den södra delen av landet, 250 km väster om huvudstaden Mexico City. San Isidro Mayorazgo ligger 1 610 meter över havet och antalet invånare är 112.
Terrängen runt San Isidro Mayorazgo är lite bergig. Runt San Isidro Mayorazgo är det ganska tätbefolkat, med 80 invånare per kvadratkilometer. Närmaste större samhälle är Tacámbaro de Codallos, 2,8 km öster om San Isidro Mayorazgo. I omgivningarna runt San Isidro Mayorazgo växer huvudsakligen savannskog.